# バスキアのすべて
『バスキアのすべて』（Jean Michel Basquiat: The Radiant Child）は27歳で生涯を終えた画家ジャン＝ミシェル・バスキアのドキュメンタリー映画である。
バスキアの未公開だったインタビュー映像を軸に、ヒップホップ界の先駆者であるファブ・フレディ、映画『バスキア』の監督を務めたジュリアン・シュナーベル、精神科医スーザン・マロック、バスキアの最初のディーラーとなったアニナ・ノセイが生前のバスキアを語っている。
日本では2010年12月からシネマライズにて公開された。監督はバスキアの友人でありテレビシリーズ『アグリー・ベティ』なども手がけたタムラ・デイヴィス。

## 出演
- ジャン＝ミシェル・バスキア（アーカイヴ映像）
- ジュリアン・シュナーベル
- ファブ・5・フレディ
- ディエゴ・コルテス
- トニー・シャフラジ
- ブルーノ・ビショフベルガー